# Sèrgi Carles
Sèrgi Carles   (Valhorlhas, 21 de gener de 1950) és un escriptor i pedagog occità. Retirat de l'educació nacional, Sèrgi Carles roman força actiu dins el moviment associatiu tolosà. És membre del consell lingüístic del Congrés Permanent de la Llengua Occitana, del CREO de la regió Migdia-Pirineus, de l'Institut d'Estudis Occitans de l'Alta Garona (IEO31). Participa en els consells d'administració del Caireforc cultural Naut Bernat. També ocupa el càrrec de secretari adjunt a la direcció de Convergéncia occitana.
Ha estat autor d'un recull de poemes en occità i d'eines pedagògiques per a l'ensenyament de la llengua occitana.

## Publicacions
- Poèmas d'amor e de mòrt, Vent Terral, 1977
- Diga-me, Diga-li, metòde audiovisual d'ensenhament de l'occitan pels dròlles: Vent Terral, 1986.
- Los jòcs de Joan de l'Ors, jòc de cartas sul conte tradicional per activitats de lengatge: C.R.E.O. de Tolosa, 1996.
- Chercheurs d’Oc, À la découverte d’un espace, d’une langue, d’une culture (llibre + DVD). Amb Gilbert Mercadier i Monique Fauré. CRDP Midi-Pyrénées, 2004.
- Las aventuras del cavalièr Jaufré. Amb Claire Torreilles. CRDP Montpellier, 2009.
- Istòria d’un sauvatjòt. Letras d'Òc, 2022.[2]
- Material pedagogic per l'ensenyament en occità dins las seccions bilingües de les escoles.